# Площадь имени Рудаки
Площадь имени  Рудаки расположена в северной части города Душанбе, на оси проспекта Рудаки в районе Таджикского аграрного университета.

## Характеристика
Главной доминантой площади является скульптура Абуабдулло Рудаки, основоположника таджикско-персидской поэзии, сооружённая в 1964 году. Авторами скульптурной композиции являются азербайджанские скульпторы Ф. Абдурахманов и архитектор М.А. Усейнов. Перед скульптурой устроен бассейн с фонтаном, олицетворяющий вечную жизнь любимого поэта в сердцах таджикского народа. За скульптурой поэта в сторону университета устроена главная аллея с цветниками.  Две широкие дорожки по обе стороны аллеи ограничивают скульптуру и выходят к проспекту имени поэта.
За скульптурой поэта, северном  конце площади, сооружено симметричное монументальное здание  с широким  трёхэтажным  корпусом Таджикского аграрного университета (до 1993 г. Сельскохозяйственного института). Постановка скульптуры Абуабдулло Рудаки и Аграрного университета на естественном возвышении позволяет зрителям отсюда с площади обозревать всю панораму проспекта имени Рудаки. В свою очередь, скульптура на фоне университета хорошо видна с дальних точек проспекта.

## История
Площадь имени Рудаки была спроектирована накануне празднования 1000–летия  Абуабдулло Рудаки. В конце 1990-х годов часть композиции площади была нарушена. За скульптурой появилась высокая железная ограда, отделившая территорию Таджикского аграрного университета от скульптуры и площади. В 2007 году во время обсуждения жюри международного конкурса на разработку эскиза монументального памятника А. Рудака в городском саду Душанбе (который сейчас переименован в парк имени Рудаки), несколько раз вставал вопрос о переносе скульптуры А. Рудаки. Однако, по всеобщему мнению членов жюри, было решено не трогать исторический памятник и сохранить его на одноимённой площади. Здесь была произведена реконструкция площади.